# Gravvik
Gravvik is een plaats in de Noorse gemeente Nærøysund in de provincie Trøndelag. Het was van 1909 tot 1964 een zelfstandige gemeente in de toenmalige provincie Nord-Trøndelag. De gemeente ontstond in 1909 als afsplitsing van de gemeente Leka. In 1964 werd  Gravvik samengevoegd met de gemeenten Kolvereid, Foldereid en Nærøy. De fusiegemeente koos voor de naam Nærøy. In 2020 fuseerde deze met Vikna tot Nærøysund. Het dorp Gravvik heeft een kerk uit 1875.